# Acavus haemastoma
Acavus haemastoma (лат.) — вид наземных легочных улиток из семейства Acavidae, обитающий на Шри-Ланке.

## Описание
Acavus haemastoma имеет раковину шириной 38—46 мм. Раковина от розового до тёмно-коричневого цвета, на которой иногда видны белые или тёмные боковые линии. Тело коричневого цвета.
Дышат воздухом, спускаются на землю только ночью. Питаются гниющими или мягкими тканями плодов растений, в том числе садовых, а также мхами и лишайниками.

## Распространение
Acavus haemastoma является эндемиком Шри-Ланки. Обитает в тропических лесах острова.